# Кокошчићи
Кокошчићи су насељено мјесто у општини Вареш, Босна и Херцеговина.

## Становништво
|             | 2013.        | 1991.         |
| Укупно      | 259 (100,0%) | 324 (100,0%)  |
| Бошњаци     | 259 (100,0%) | 311 (95,99%)1 |
| Срби        | –            | 10 (3,086%)   |
| Остали      | –            | 2 (0,617%)    |
| Југословени | –            | 1 (0,309%)    |
| Хрвати      | –            | 0 (0,000%)    |

1. 1 На пописима од 1971. до 1991. Бошњаци су пописивани углавном као Муслимани.